# Jardín Botánico de la Universidad de Gante

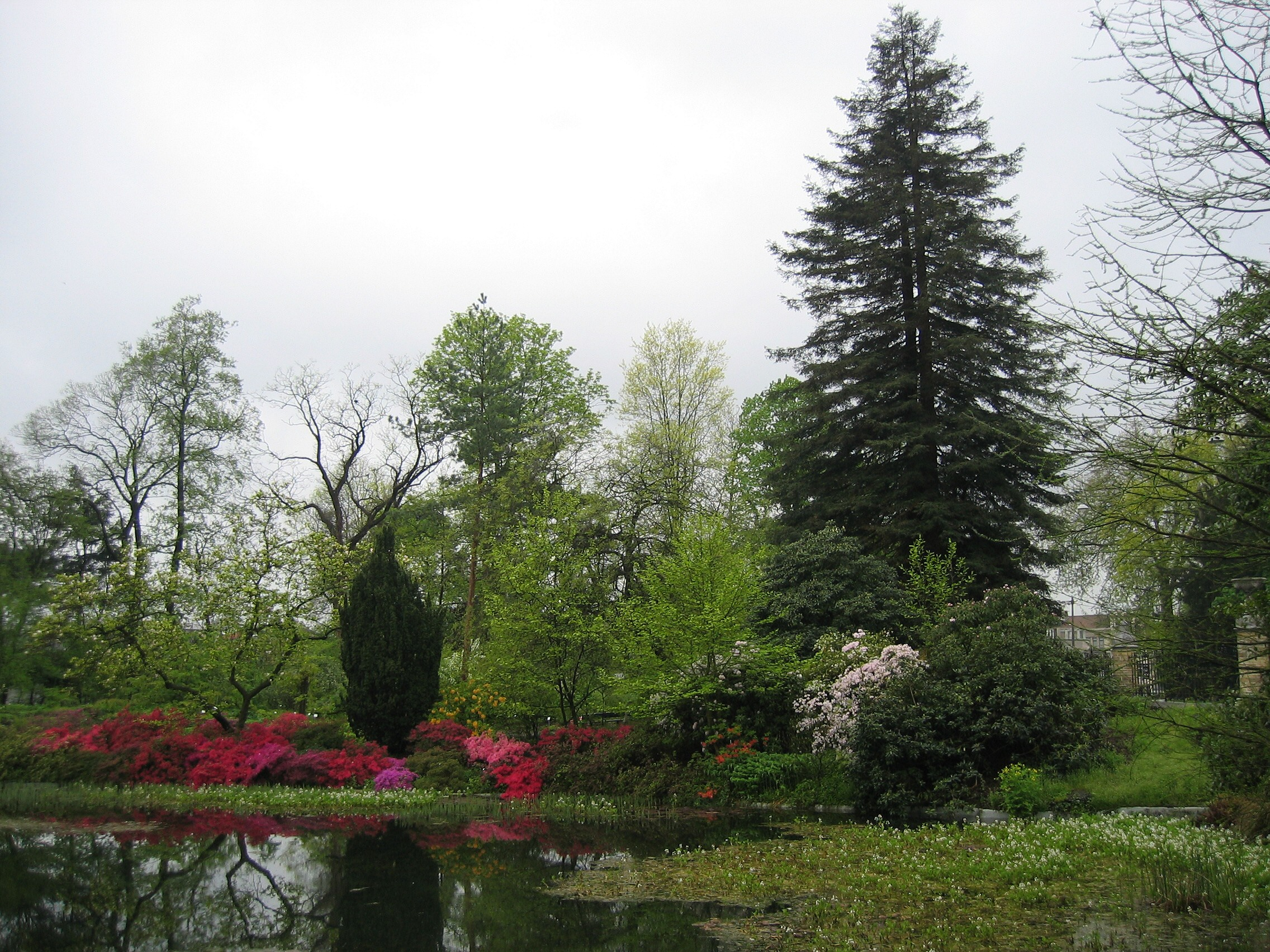
Jardín Botánico de la Universidad de Gante

El Jardín Botánico de la Universidad de Gante en neerlandés Plantentuin van de Universiteit Gent. Con 3 hectáreas  de extensión que se encuentra en Gante, Bélgica. Depende administrativamente de la Universidad de Gante. Es miembro del BGCI. Su código de identificación internacional es GENT. 

## Localización

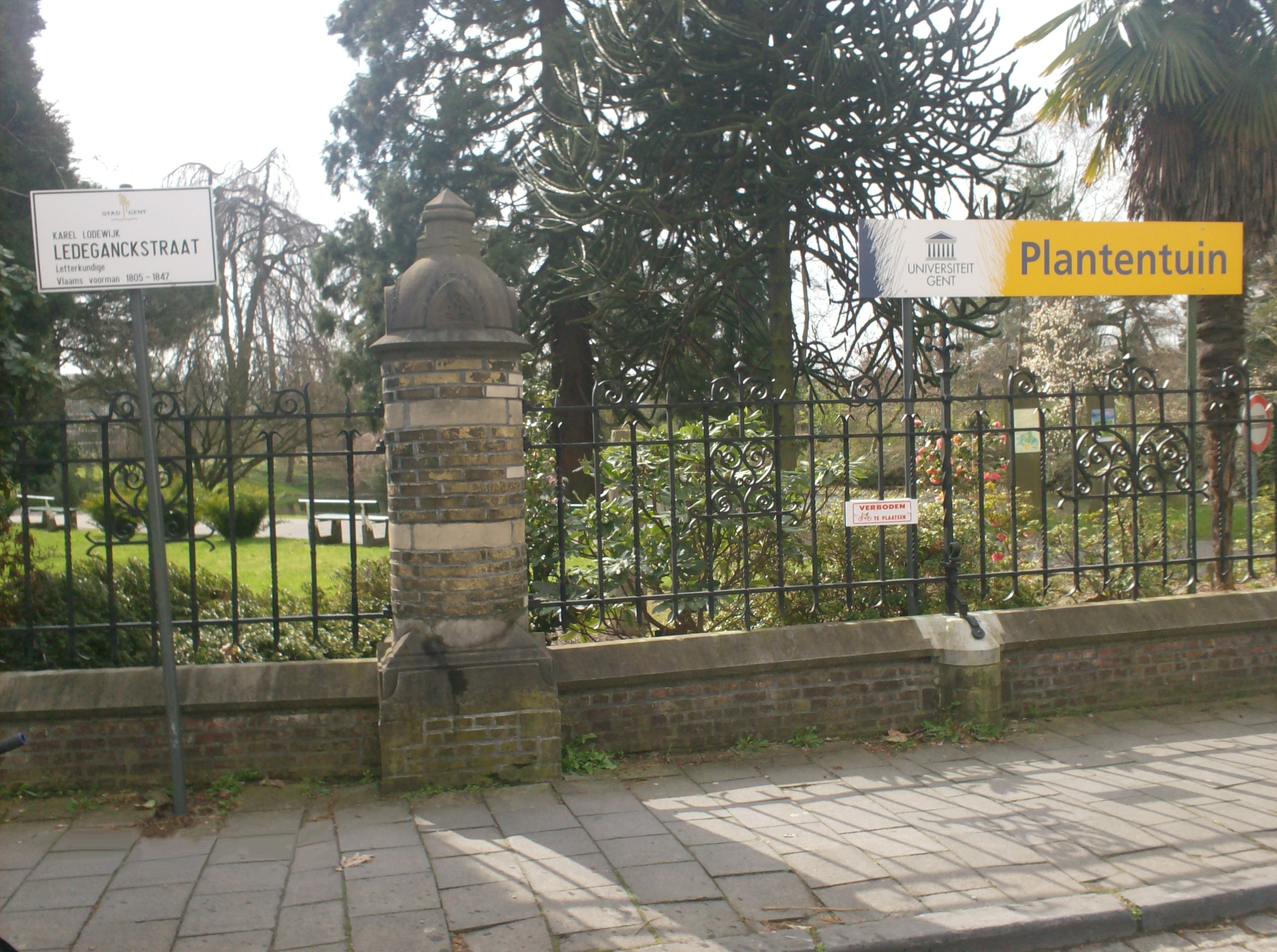
Jardín Botánico de la Universidad de Gante

Plantentuin Universiteit Gent, K.L. Ledeganckstraat 35, Ghent-Gante B-9000 Belgium-Bélgica 51°02′N 3°43.5′E / 51.033, 3.7250
- Promedio anual de lluvias : 673 mm
- Altitud: 10.00 m s. n. m.
- Área total bajo cristal: 4000 metros

Es una institución educativa abierta al público en general, que  tiene como jardín botánico asociado satélite el: Hydrangeum vzw, Veldekensstraat 40, B-9070 Destelbergen, Bélgica .

## Historia
Aunque el jardín botánico fue fundado en 1797, y se trasladó al emplazamiento actual en 1902, que se toma como fecha de su creación.

## Colecciones
El jardín botánico contiene unas 10,000 especies de plantas, que se encuentran agrupadas en diversas colecciones, tal como:
- Arboretum,
- Plantas de Bulbo,
- Plantas medicinales,
- Invernaderos, con colecciones de Plantas mediterráneas, Plantas tropicales ( con  Orchidaceae,  Hoyas, Bromeliaceae, Victoria amazonica, Euryale ferox y Victoria cruziana, entre otras), Plantas subtropicales y Plantas suculentas,
- Helechos,
- Araceae,
- Peperomia,
- Rhipsalis,
- Kalanchoe,
- Cyperaceae,
- Sansevieria,
- Asparagus,
- Begonia,
- Herbario, con unos 6000 especímenes
- Index Seminum
- Sociedad de amigos del botánico

Se declara como una de las misiones del jardín botánico de la universidad de Gante, el incremento "del conocimiento de las plantas" y contribuir a "la conservación de la biodiversidad."

## Galería de imágenes

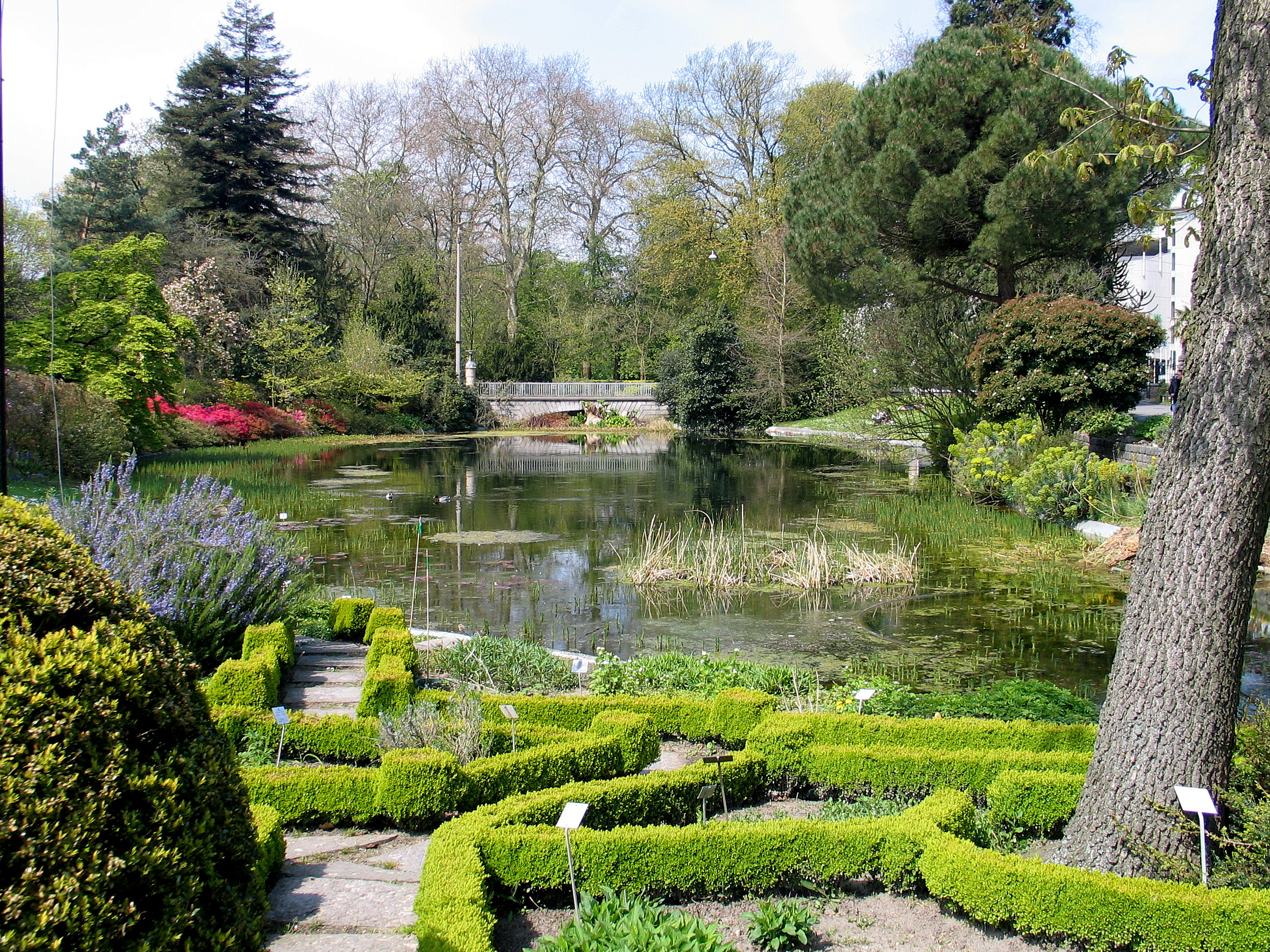
Vista general del centro del jardín botánico
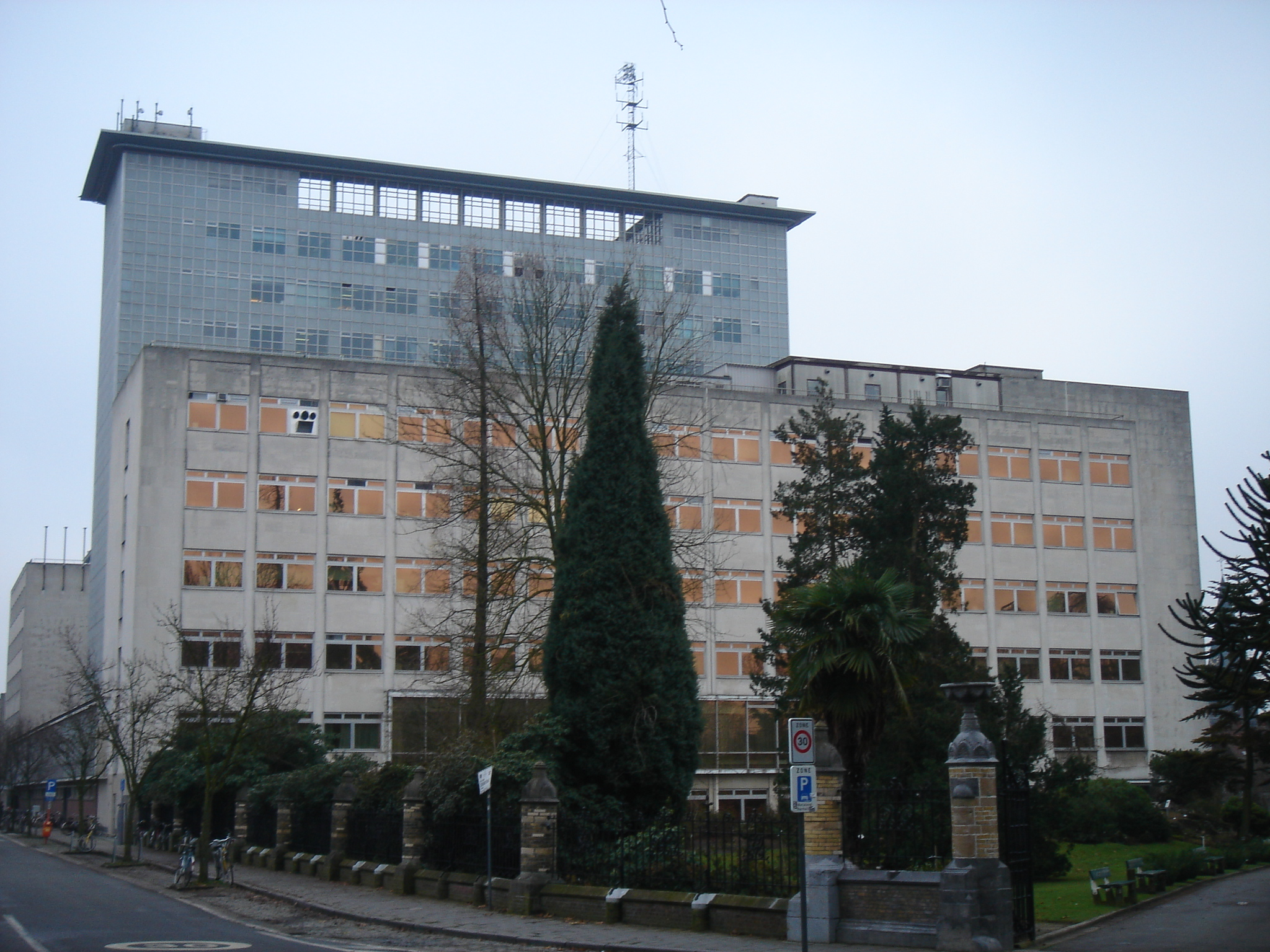
Campus Ledeganck y entrada del jardín botánico
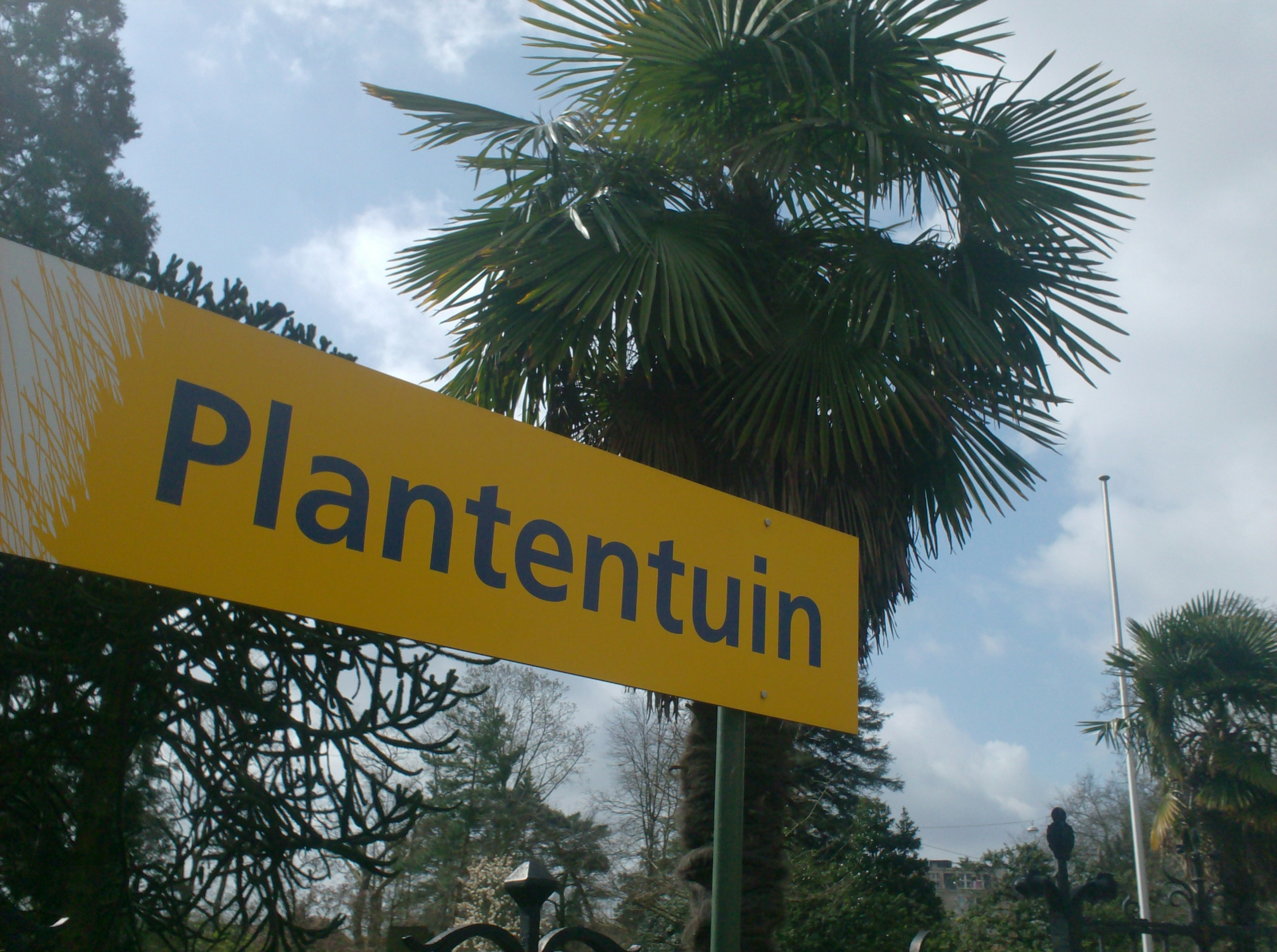
Cartel del botánico en neerlandés
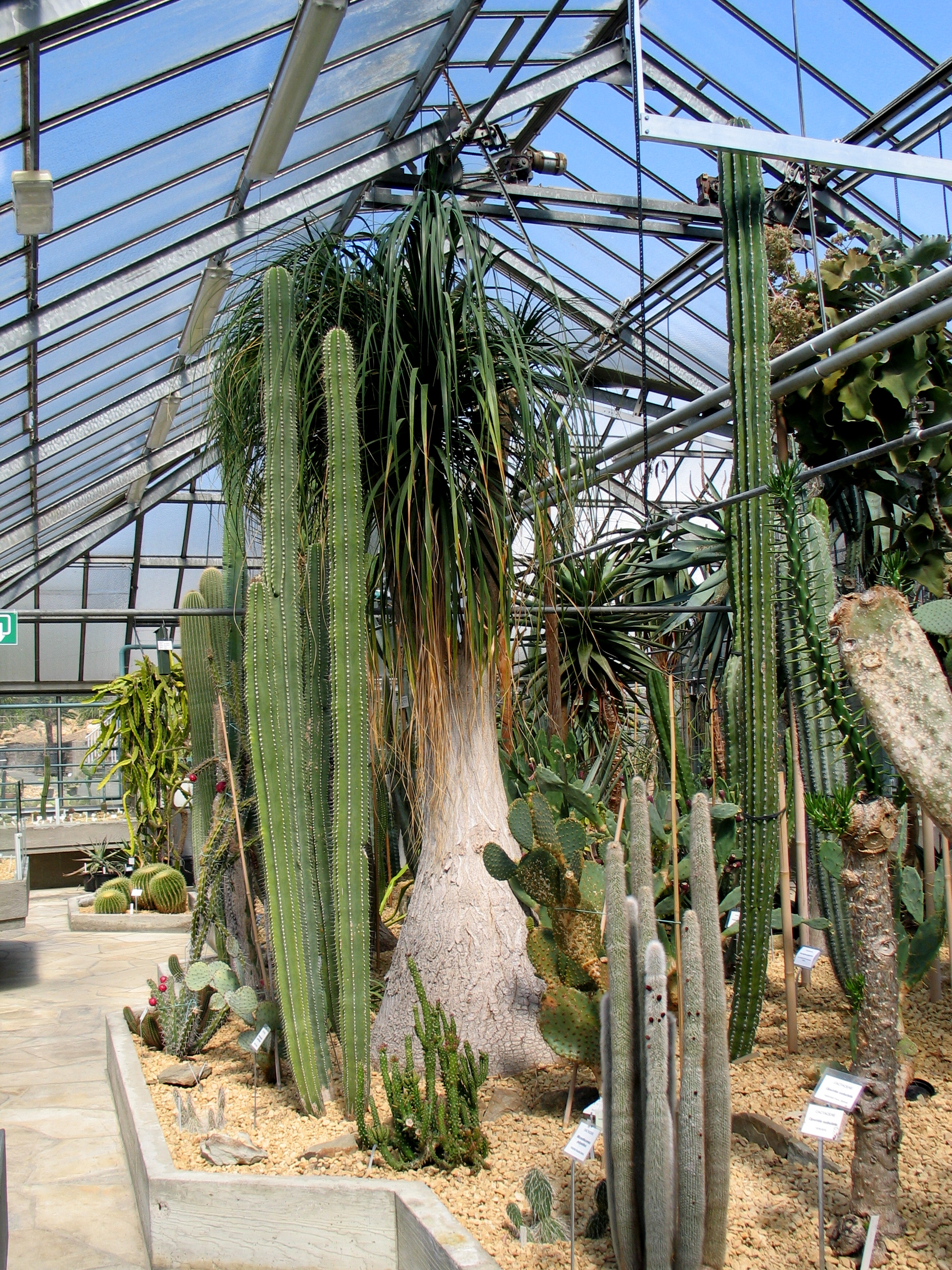
Invernadero con la colección de plantas de los trópicos